# Эли III (граф Перигора)

Поколенная роспись графов Перигора по Кристиану Сеттипани

Эли III (фр. Helie III de Périgord; ум. 1101/1104) — граф Перигора.
Сын Одберта II и его жены Асцелины де Саланьяк.
Наследовал отцу не позднее 1073 года.
Упоминается в качестве графа Перигора в актах 1073/85, 1076/81, 1079/81, 1081, 1099 и 1101 годов.

## Семья
Жена — Гаскония (Гарсенда). Сыновья:
- Гильом Талейран (ум. 1115), граф Перигора,
- Эли IV (V) Рудел, граф Перигора.